# Ronde van Italië 2014/Negende etappe
De negende etappe van de Ronde van Italië 2014 werd op 18 mei verreden. Het peloton begon in Lugo aan een heuvelrit van 174 kilometer die in Sestola eindigde. 

## Verloop
Na vijftig kilometer rijden kon een groep van veertien man wegkomen uit het peloton. In deze groep zaten onder andere Orica-GreenEdge-renner Pieter Weening en David Tanner van Belkin. De groep kreeg al snel een voorsprong van vier minuten. Op de tweede klim van de dag probeerde Tanner tevergeefs weg te komen. Weening probeerde het op weg naar de laatste beklimming (tweede categorie) en hij had meer succes.
Alleen Davide Malacarne kon Weening bijblijven en uiteindelijke gingen deze twee renners om de dagzege strijden. Weening drong Malacarne de kop op en versloeg de Italiaan in de sprint. In de groep met klassementsrenners pakte Domenico Pozzovivo 0.26 seconden en steeg hiermee naar de vierde positie. De beste Nederlander, Wilco Kelderman, staat na deze etappe achtste in het klassement.

## Uitslag
| Lugo - Sestola (174 km) |                    |                         |          |
| Plaats                  | Naam               | Ploeg                   | Tijd     |
| Winnaar                 | Pieter Weening     | Orica-GreenEDGE         | 4u25'51" |
| 2                       | Davide Malacarne   | Team Europcar           | z.t.     |
| 3                       | Domenico Pozzovivo | AG2R La Mondiale        | +42"     |
| 4                       | Diego Ulissi       | Lampre-Merida           | +1'08"   |
| 5                       | Rigoberto Urán     | Omega Pharma-Quick-Step | z.t.     |
| 6                       | Wilco Kelderman    | Belkin Pro Cycling      | z.t.     |
| 7                       | Cadel Evans        | BMC Racing Team         | z.t.     |
| 8                       | Dario Cataldo      | Sky ProCycling          | z.t.     |
| 9                       | Rafał Majka        | Tinkoff-Saxo            | z.t.     |
| 10                      | Fabio Duarte       | Team Colombia           | z.t.     |
|                         |                    |                         |          |
| 17                      | Maxime Monfort     | Lotto-Belisol           | z.t.     |

## Klassementen
| Algemeen klassement |                    |                         |           |
| Plaats              | Naam               | Ploeg                   | Tijd      |
| Roze trui           | Cadel Evans        | BMC Racing Team         | 38u49'34" |
| 2                   | Rigoberto Urán     | Omega Pharma-Quick-Step | +57"      |
| 3                   | Rafał Majka        | Tinkoff-Saxo            | +1'10"    |
| 4                   | Domenico Pozzovivo | AG2R La Mondiale        | +1'20"    |
| 5                   | Steve Morabito     | BMC Racing Team         | +1'31"    |
| 6                   | Fabio Aru          | Astana Pro Team         | +1'39"    |
| 7                   | Diego Ulissi       | Lampre-Merida           | +1'43"    |
| 8                   | Wilco Kelderman    | Belkin Pro Cycling      | +1'44"    |
| 9                   | Nairo Quintana     | Team Movistar           | +1'45"    |
| 10                  | Robert Kišerlovski | Trek Factory Racing     | +1'49"    |
|                     |                    |                         |           |
| 14                  | Maxime Monfort     | Lotto-Belisol           | +3'41"    |

| Puntenklassement |                 |                     |        |
| Plaats           | Naam            | Ploeg               | Punten |
| Rode trui        | Nacer Bouhanni  | FDJ.fr              | 166    |
| 2                | Giacomo Nizzolo | Trek Factory Racing | 150    |
| 3                | Elia Viviani    | Cannondale          | 139    |
|                  |                 |                     |        |
| 12               | Wilco Kelderman | Belkin Pro Cycling  | 46     |
| 21               | Kenny Dehaes    | Lotto-Belisol       | 28     |

| Bergklassment |                  |                     |        |
| Plaats        | Naam             | Ploeg               | Punten |
| Blauwe trui   | Julián Arredondo | Trek Factory Racing | 47     |
| 2             | Diego Ulissi     | Lampre-Merida       | 39     |
| 3             | Stefano Pirazzi  | Bardiani CSF        | 26     |
|               |                  |                     |        |
| 6             | Wilco Kelderman  | Belkin Pro Cycling  | 15     |
| 19            | Tim Wellens      | Lotto-Belisol       | 9      |

| Jongerenklassement |                 |                    |           |
| Plaats             | Naam            | Ploeg              | Tijd      |
| Witte trui         | Rafał Majka     | Tinkoff-Saxo       | 38u50'44" |
| 2                  | Fabio Aru       | Astana Pro Team    | +29"      |
| 3                  | Diego Ulissi    | Lampre-Merida      | +33"      |
|                    |                 |                    |           |
| 4                  | Wilco Kelderman | Belkin Pro Cycling | +34"      |
| 16                 | Tim Wellens     | Lotto-Belisol      | +28'55"   |

| Ploegenklassement |                         |            |
| Plaats            | Ploeg                   | Tijd       |
|                   | Omega Pharma-Quick-Step | 115u46'00" |
| 2                 | AG2R La Mondiale        | +56"       |
| 3                 | BMC Racing Team         | +1'11"     |
|                   |                         |            |
| 16                | Belkin Pro Cycling      | +51'03"    |

1e etappe ·
2e etappe ·
3e etappe ·
4e etappe ·
5e etappe ·
6e etappe ·
7e etappe ·
8e etappe ·
9e etappe ·
10e etappe ·
11e etappe ·
12e etappe ·
13e etappe ·
14e etappe ·
15e etappe ·
16e etappe ·
17e etappe ·
18e etappe ·
19e etappe ·
20e etappe ·
21e etappe
Startlijst · Eindstanden · Afbeeldingen